# Karate na Igrzyskach Afrykańskich 2015
Karate na Igrzyskach Afrykańskich 2015 odbywało się w dniach 4–6 września 2015 roku w Brazzaville.

## Podsumowanie

### Klasyfikacja medalowa
| Klasyfikacja medalowa | Klasyfikacja medalowa | Klasyfikacja medalowa | Klasyfikacja medalowa | Klasyfikacja medalowa | Klasyfikacja medalowa |
| Miejsce               | Państwo               | Złoto                 | Srebro                | Brąz                  | Razem                 |
| --------------------- | --------------------- | --------------------- | --------------------- | --------------------- | --------------------- |
| 1.                    | Algieria              | 6                     | 7                     | 0                     | 13                    |
| 2.                    | Egipt                 | 6                     | 3                     | 4                     | 13                    |
| 3.                    | Kongo                 | 2                     | 0                     | 5                     | 7                     |
| 4.                    | Senegal               | 1                     | 2                     | 3                     | 6                     |
| 5.                    | Kamerun               | 1                     | 0                     | 3                     | 4                     |
| 6.                    | Południowa Afryka     | 0                     | 2                     | 5                     | 7                     |
| 7.                    | Botswana              | 0                     | 1                     | 4                     | 5                     |
| 8.                    | Gabon                 | 0                     | 1                     | 1                     | 2                     |
| 9.                    | Tunezja               | 0                     | 0                     | 3                     | 3                     |
| 10.                   | Nigeria               | 0                     | 0                     | 2                     | 2                     |
| 11.                   | Benin                 | 0                     | 0                     | 1                     | 1                     |
| 11.                   | Libia                 | 0                     | 0                     | 1                     | 1                     |
| Razem                 | Razem                 | 16                    | 16                    | 32                    | 64                    |

### Medaliści
| Konkurencja         | 1. miejsce                 | 2. miejsce                | 3. miejsce                                            |           |
| Mężczyźni           | Mężczyźni                  | Mężczyźni                 | Mężczyźni                                             | Mężczyźni |
| ------------------- | -------------------------- | ------------------------- | ----------------------------------------------------- | --------- |
| Kata indywidualnie  | Ahmed Shawky               | Mouad Outis               | Michael du Plessis Bakwadi Ofentse                    |           |
| Kata drużynowo      | Egipt                      | Algieria                  | Południowa Afryka Kongo                               |           |
| Kumite do 60kg      | Innocent Okemba            | Abdelkrim Bouamria        | Balungile Ngcofe Nader Azzouzi                        |           |
| Kumite do 67kg      | Abdelatif Benkhaled        | Dany Dieudonné Mba Minisa | Ali Elsawy Jan Adriann Booyens                        |           |
| Kumite do 75kg      | Omar Abdelrahman           | Sandile Makgwali          | Adonain Mayinguidi El Hadj Ibrahima Mbaye             |           |
| Kumite do 84kg      | Innocent Yves Andegue Mbia | Mouâd Achache             | Davy Diego Mez Mouhamed Diagne                        |           |
| Kumite powyżej 84kg | Dualde Malonga Kiminou     | Ahmed Elasfar             | Adel Amin Ali Soliman Etienne Martial Nonagni Bayomog |           |
| Kumite drużynowo    | Egipt                      | Algieria                  | Kongo Senegal                                         |           |
| Kobiety             |                            |                           |                                                       |           |
| Kata indywidualnie  | Manal Kamilia Hadj Said    | Sarah Sayed               | Maxine Willemse Sylvie Viviane Ambani                 |           |
| Kata drużynowo      | Algieria                   | Egipt                     | Botswana Nigeria                                      |           |
| Kumite do 50kg      | Lydia Besbes               | Lame Hetanang             | Radwa Sayed Cynthia Nisame Oyono                      |           |
| Kumite do 55kg      | Yassmin Attia              | Mariane Ndiaye            | Oceanne Mylene Ganiero Thato Malunga                  |           |
| Kumite do 61kg      | Giana Lotfy                | Saïda Djedra              | Rosine Joelle Tchuako Boutheina Hasnaoui              |           |
| Kumite do 68kg      | Lamya Matoub               | Meghan Booyens            | Merilynn Manthe Radwa Abdelsalam                      |           |
| Kumite powyżej 68kg | Mame Fatou Thiaw           | Imene Atif                | Nina Youlou Faten Aissa                               |           |
| Kumite drużynowo    | Algieria                   | Senegal                   | Nigeria Egipt                                         |           |